# مارچین روگاتسویچ
مارچین روگاتسویچ (لهستانی: Marcin Rogacewicz؛ زادهٔ ۲۵ مارس ۱۹۸۰) بازیگر اهل لهستان است.
از فیلم‌ها یا برنامه‌های تلویزیونی که وی در آن نقش داشته‌است، می‌توان به اولا بی‌ریخته، تاج پادشاهان، پدر متیو، هتل ۵۲، در خیابان سپولنی، عشق اول، دوستان و در خوشی و سختی اشاره کرد.